# Xi
Das Xi (altgriechisch ξεῖ, später auch ξῖ, neugriechisch ξι,  Majuskel Ξ, Minuskel ξ) ist der 14. Buchstabe des griechischen Alphabets und hat nach dem milesischen System den Zahlwert 60. Der Name des Buchstabens wird [ksi] ausgesprochen, die Doppelkonsonanz (k+s), die der Buchstabe repräsentiert, hat den Lautwert [ks].

## Herkunft
Das griechische Ξ hat die vorgriechische Buchstabenkombination ΚΤΣ ([kts]) sprachlich wie auch graphematisch erst in späterer Zeit ersetzt.
Das heutige Graphem Xi hat seinen Ursprung im phönizischen Schriftzeichen Samech, das [⁠s⁠] gesprochen wurde. Vom Samech stammt außerdem der griechische Buchstabe Chi (Χ) ab. Der Name jedoch wurde auf das vom Schin stammende Sigma (Σ) übertragen. Das Xi wurde allerdings erst später als andere phönizische Buchstaben in Griechenland übernommen und fand auch nicht Eingang in alle Dialekte. Beispielsweise wurde im Attischen stattdessen noch sehr lange der Digraph ΧΣ verwendet, wie es etwa in Keramiksignaturen des Exekias bezeugt ist. In westgriechischen Dialekten wurde dagegen das Chi für den X-Laut verwendet, was über das Etruskische zur Übernahme in das lateinische Alphabet führte.

## Verwendung
- In der Geographie
  - bezeichnet ξ einen Strand auf Kefalonia, dessen Form dem Kleinbuchstaben entspricht.

- In der Physik wird ξ verwendet als
  - dimensionslose Ortsvariable, meist als Ersatz für x
  - mittleres logarithmisches Energiedekrement in der Reaktorphysik und als
  - Kohärenzlänge eines Cooper-Paars in einem Supraleiter.

- In der Physik wird Ξ verwendet als
  - Bezeichner eines Ξ-Baryons und als
  - Symbol für die Schallauslenkung (auch Schallausschlag genannt)

- In der Chemie
  - bezeichnet ξ die Umsatzvariable (Reaktionslaufzahl) einer Reaktion.
  - bezeichnet Ξ als  Deskriptor eine uneindeutige stereochemische Anordnung in einem chiralen Molekül.

- In der Mechanik
  - bezeichnet ξ die Schraubungskoordinaten einer Starrkörperbewegung (Vektor mit 6 Komponenten)

- In der Luft- und Raumfahrttechnik
  - bezeichnet ξ die Größe des Querruderausschlages[1]

- In der Mathematik
  - bezeichnet ξ häufig eine Zufallsvariable.
  - stehen {\displaystyle \xi (s)} und {\displaystyle \Xi (t)} für die Riemannschen Xi-Funktionen
- In der Thermodynamik
  - bezeichnet ξ das Massenverhältnis einer Komponente eines idealen Gasgemisches.

- In der Medizin
  - bezeichnet ξ ein Dimer aus zwei Polypeptidketten, die zum T-Zell-Rezeptor einer T-Zelle gehören.

- In der Geodäsie
  - bezeichnet ξ die Nord-Süd-Komponente der Lotabweichung.

- Als Währungszeichen
  - bezeichnet Ξ einen Ether der Ethereum-Kryptowährung

- In der Konstruktions- und Produktionstechnik
  - bezeichnet ξ das bezogene Haftmaß, etwa bei (Press-)Verbindungen